# Younes el yakhloufi
Younes El Yakhloufi (artistiek: Younzy) is een Belgisch acteur, ondernemer en content creator. Naast zijn acteerwerk bouwt hij aan een mediacarrière als podcasthost; zijn podcast Drarries met ambitie wil jongeren inspireren met verhalen van ambitieuze leeftijdsgenoten.

### Biografie

#### Jeugd en opleiding
El Yakhloufi groeide op in Turnhout. Zijn interesse voor media begon al op jonge leeftijd; hij werd op school ontdekt tijdens een toneelvoorstelling en startte rond zijn vijftiende met professioneel theater- en figuratiewerk. 

#### Acteercarrière
El Yakhloufi debuteerde op het witte doek als loopjongen in de film Gangsta van Adil El Arbi en Bilall Fallah (2018). Hij verscheen daarna in de Britse/Finse misdaadserie Cold Courage (2020), waarin hij een collega‑medewerker speelde. In de Vlaamse reeks Soil (2021) had hij een gastrol als lijk. Hij speelde eveneens een influencer in de film Dealer (2021) en vertolkte bijrollen in producties als Vloglab #Stories (2021) en Rebel (2022). Volgens IMDb is hij vooral bekend van Gangsta, Cold Courage en Soil.

#### Drarries met ambitie
Naast acteren richtte El Yakhloufi zich op contentcreatie. Hij omschrijft zichzelf als “actor, entrepreneur, youtuber and everything else what I feel like doing today”. In 2023 startte hij de podcast Drarries met ambitie. Het platform deelt inspirerende verhalen van jonge, ambitieuze ‘drarries’ (Marokkaans‑Arabisch voor ‘vriend’) om een community van ondernemers, creatievelingen en doorzetters op te bouwen. Hij wil hiermee jongeren empoweren en talenten een podium geven. In een interview met StampMedia vertelde hij dat hij via de podcast jongeren wil inspireren met verhalen van ambitieuze drarries.